# Méharin
Méharin (baskisch Mehaine) ist eine französische Gemeinde mit 278 Einwohnern (Stand 1. Januar 2022) im Département Pyrénées-Atlantiques in der Region Nouvelle-Aquitaine (vor 2016: Aquitanien). Die Gemeinde gehört zum Arrondissement Bayonne und zum Kanton Pays de Bidache, Amikuze et Ostibarre (bis 2015: Kanton Hasparren).
Die Bewohner werden Mehaindar genannt.

## Geographie
Méharin liegt ca. 40 km südöstlich von Bayonne im historischen Landstrich Arberoue (baskisch Arberoa) der historischen Region Nieder-Navarra im französischen Teil des Baskenlands.
Umgeben wird Méharin von den Nachbargemeinden:
|                         | Orègue                                      | Amorots-Succos     |
| Saint-Martin-d’Arberoue | Kompassrose, die auf Nachbargemeinden zeigt |                    |
| Armendarits             |                                             | Beyrie-sur-Joyeuse |

Méharin liegt im Einzugsgebiet des Flusses Adour. Der Lihoury, ein Nebenfluss der Bidouze, durchquert mit seinem Zufluss, dem Argazuriko Erreka, das Gebiet der Gemeinde.

## Geschichte
Die Besiedelung begann im Mittelalter rund um den Sitz der adeligen Familie, die ihren Namen dem Dorf gaben. Im Jahre 1424 wurde Méharin vom König von Navarra zur Vicomté erhoben. Durch diese Machterweiterung der lokalen Adelsfamilie wurde Méharin in der Folge zum Streitobjekt der Interessenkonflikte zwischen diversen Akteuren im Adel. Durch den Erwerb des Schlosses sah das Dorf mehrere Nachfolger in der Grundherrschaft. Im 17. Jahrhundert entschied sich die Familie Armendaritz für eine strategische Verbindung mit der Familie Belzunce, die fortan über Méharin bestimmte. Die Geschichte von Méharin blieb turbulent, insbesondere während der Französischen Revolution, als das Schloss konfisziert wurde.
Toponyme und Erwähnungen von Méharin waren:
- Meharren und Mehari (1249),
- Mearin (1264),
- Meharin (1292 und 1413),
- Mearin (1513, Urkunden aus Pamplona),
- Meharin (1750, Karte von Cassini),
- Sanctus-Laurentius de Méharin (1770, Kollationen des Bistums Bayonne),
- Méharin (1793, Notice Communale),
- Meharin (1801, Bulletin des lois) und
- Méharin (1863, Dictionnaire topographique Béarn-Pays basque).[4][5][6][7]

### Einwohnerentwicklung
Nach einem Höchststand der Einwohnerzahl von rund 670 in der Mitte des 19. Jahrhunderts reduzierte sich die Zahl bei kurzen Erholungsphasen bis zur Jahrtausendwende auf ein Niveau von rund 260 Einwohnern, das bis heute gehalten wird.
| Jahr      | 1962 | 1968 | 1975 | 1982 | 1990 | 1999 | 2006 | 2009 | 2022 |
| --------- | ---- | ---- | ---- | ---- | ---- | ---- | ---- | ---- | ---- |
| Einwohner | 322  | 308  | 305  | 302  | 283  | 261  | 259  | 259  | 278  |

## Sehenswürdigkeiten

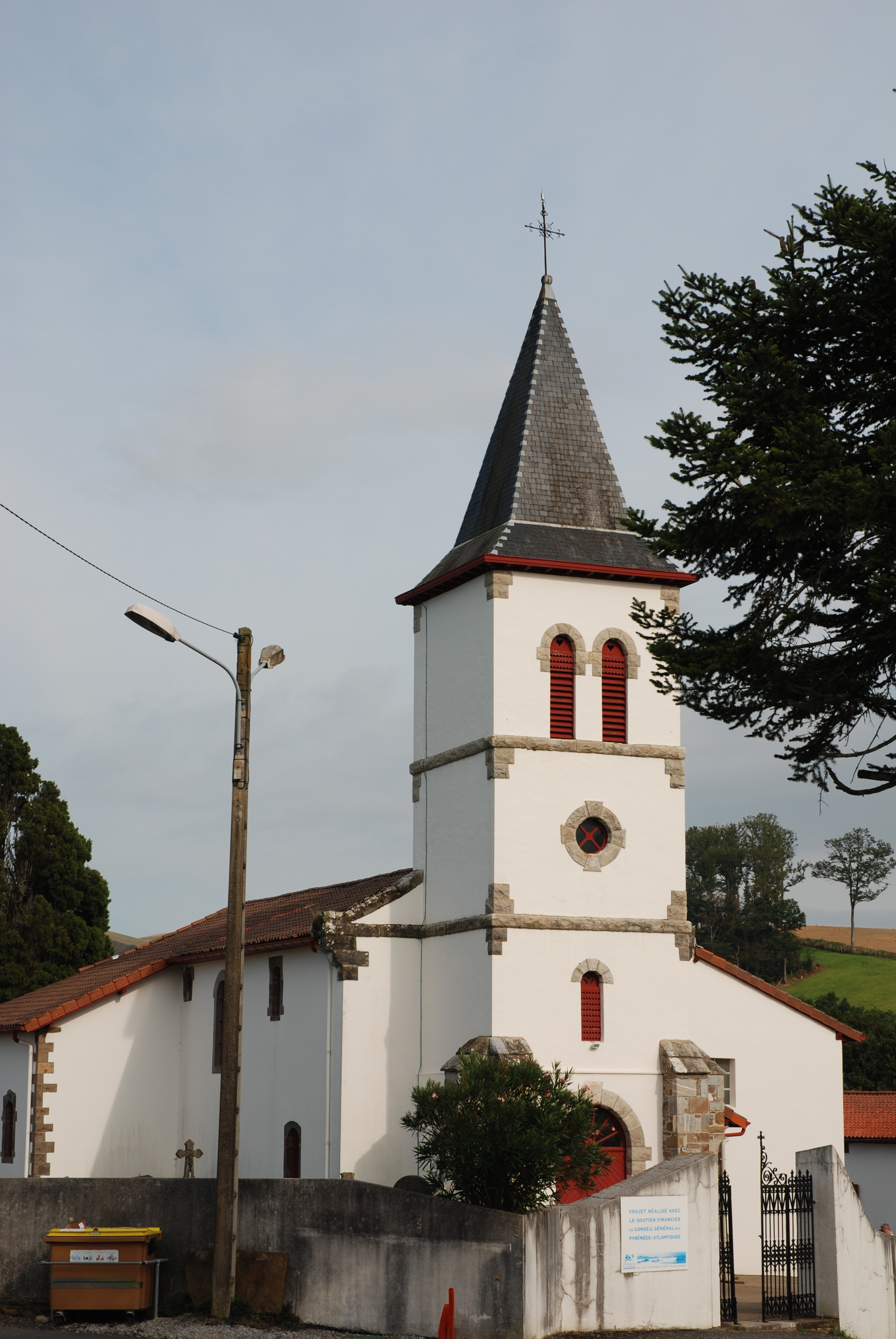
Pfarrkirche Saint-Laurent von Méharin

- Pfarrkirche, gewidmet Laurentius von Rom. Sie wurde vermutlich später errichtet als die Pfarrkirchen anderer Gemeinden rund um Saint-Palais, denn sie wird erst im 16. Jahrhundert in den Schriften erstmals erwähnt. Im 19. Jahrhundert wurde die Kirche restauriert. Die Glasfenster stammen aus dem Jahre 1868 und sind Werke des Glasmalers Gustave Pierre Dagrant aus Bordeaux. Das einschiffige Langhaus mit zwei Seitenkapellen wird mit einem markanten Glockenturm als Eingangsvorbau abgeschlossen, der 1925 neu gebaut wurde und dessen Höhe durch seinen polygonalen Helm betont wird. Im Innern umsäumt eine Empore aus Holz das Langhaus auf drei Seiten. Das Altarretabel ist wie die ganze Kirche dem heiligen Laurentius gewidmet. In seiner Mitte ist die Szene seines Martyriums auf einem Gemälde dargestellt, als er auf einem glühenden Eisenrost in Rom hingerichtet wurde.[10][11] Zwei steinerne Navarrakreuze sind an einer Außenwand der Pfarrkirche gelehnt. Ihre Form erinnert an die im Baskenland weit verbreiteten und auch auf dem Friedhof von Méharin vorkommenden scheibenförmigen Grabstelen, Hilarri genannt. Diese Stelen zeigen jedoch eine Weiterentwicklung im Hinblick auf eine Bekräftigung des christlichen Glaubens. Die Scheibe ist durch ein christliches Kreuz ersetzt und verdrängt den wesentlichen Bezug zum Heidentum. Der Aufstellungsort an der unmittelbaren Nähe der Pfarrkirche und die Qualität der Gravuren lassen darauf schließen, dass sie zu wichtigen Persönlichkeiten der Gemeinde gehörten. Sie sind Marie und Arnaud Larramendi aus dem Haus Handieta gewidmet, die am 2. Juni 1850 bzw. im Dezember 1846 verstarben, wie die Inschriften in baskischer Sprache offenbaren. Die beiden Kreuze sind bis auf die Inschriften identisch. Als Verzierungen sind u. a. Rosetten, Herzen mit darüber liegenden Kreuzen oder eine weitere Blume, deren Blütenblätter an die Arme eines Baskischen Kreuzes oder Lauburu erinnert.[12]

Scheibenförmige Grabstelen auf dem Friedhof in Méharin
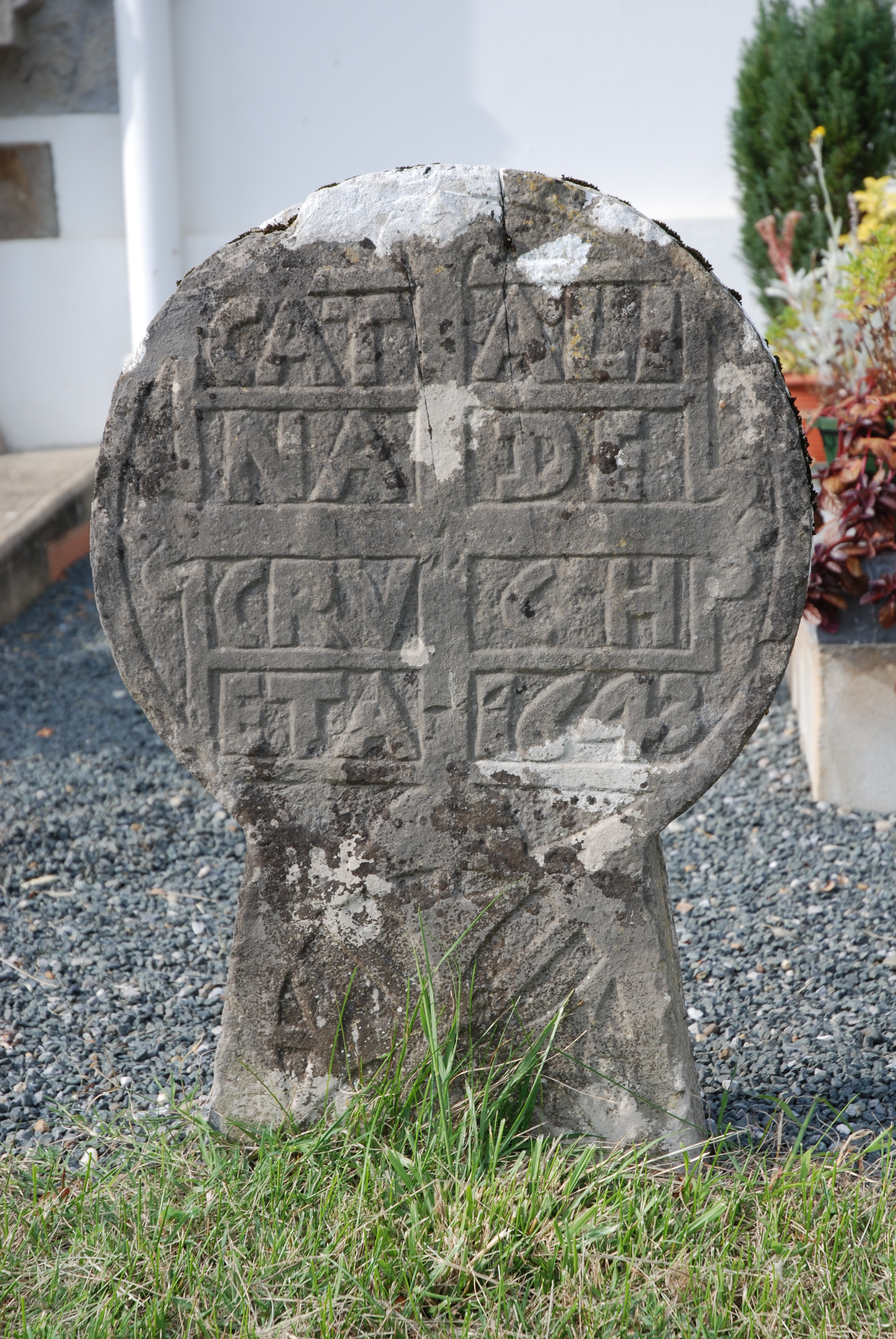
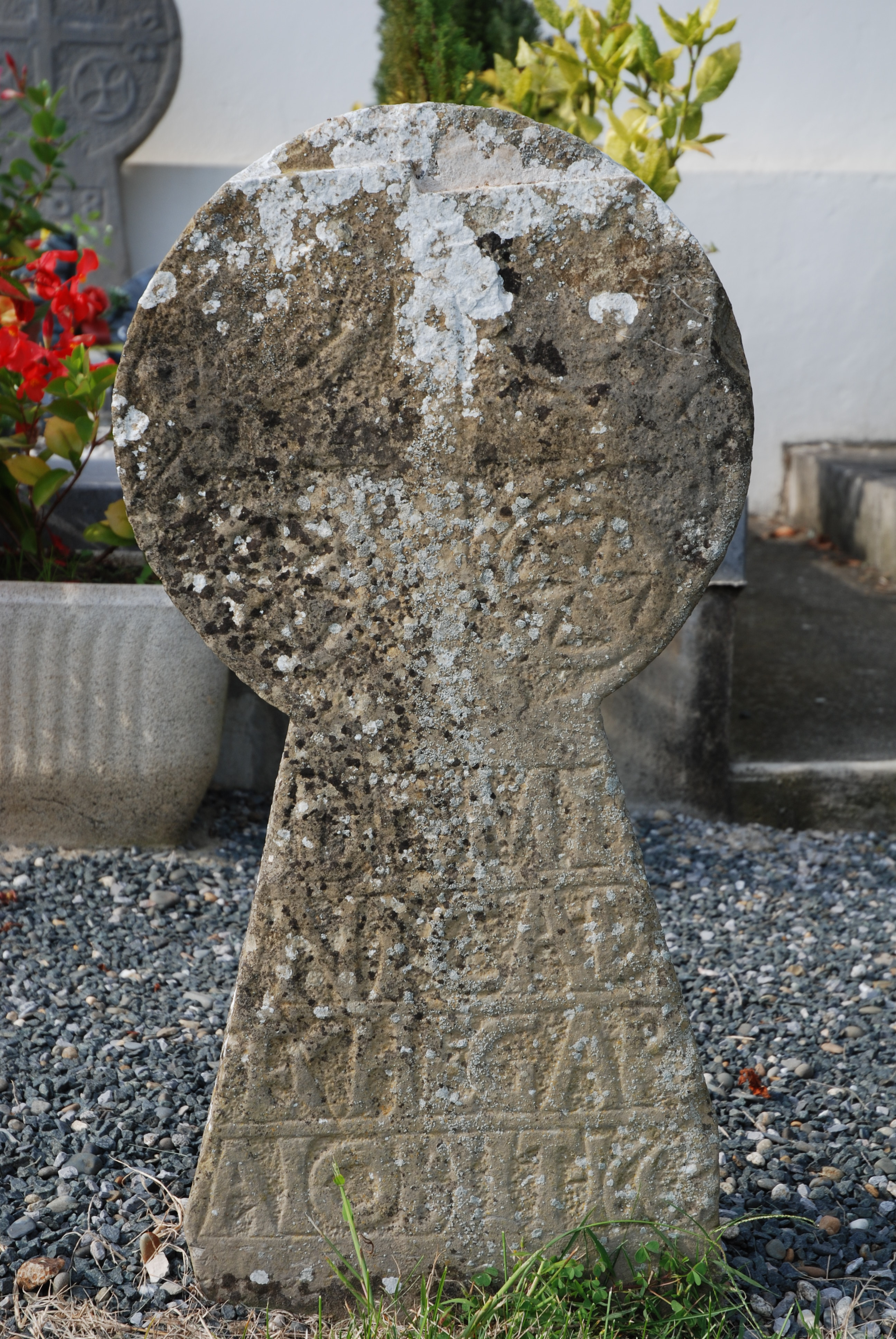
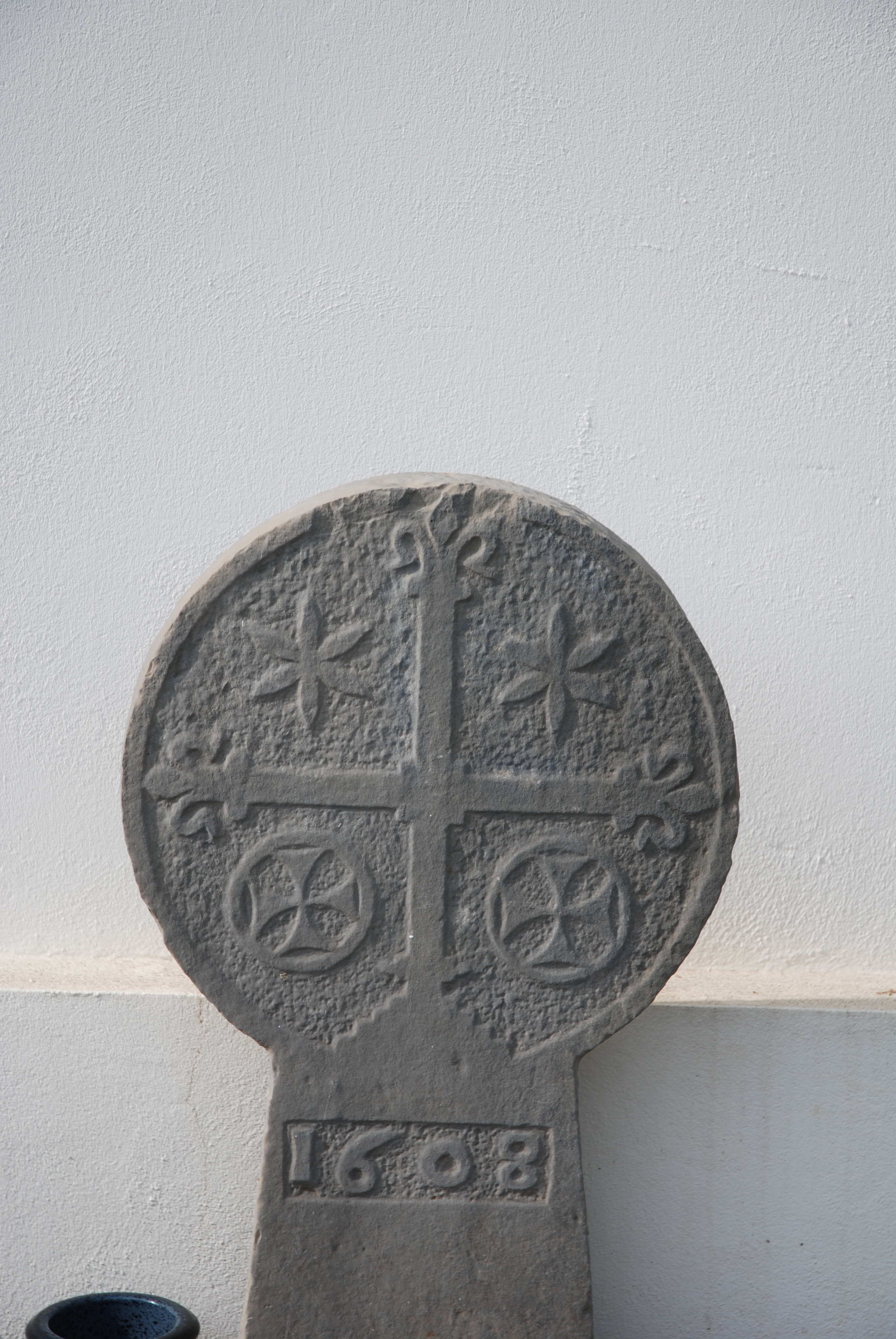
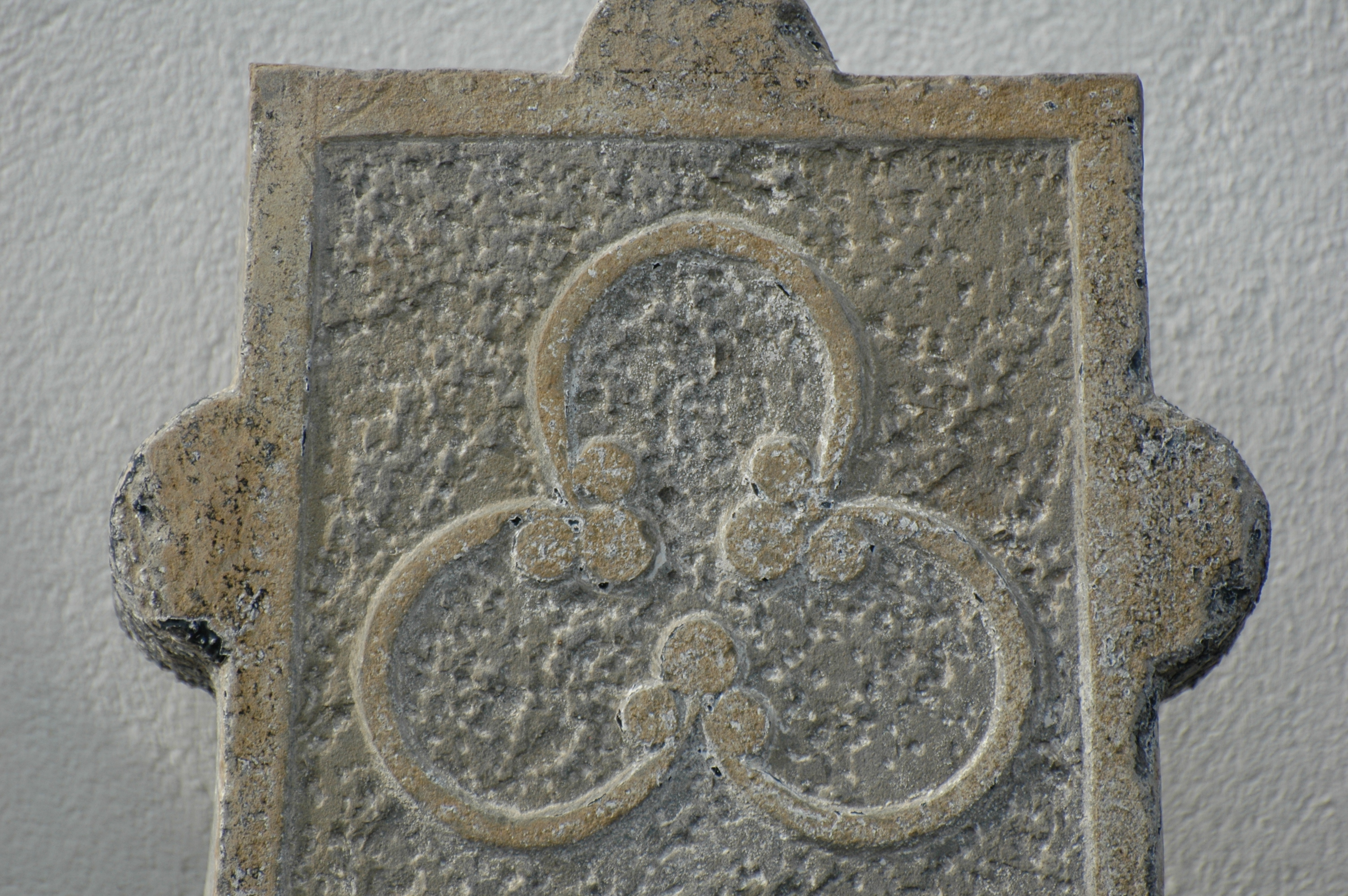

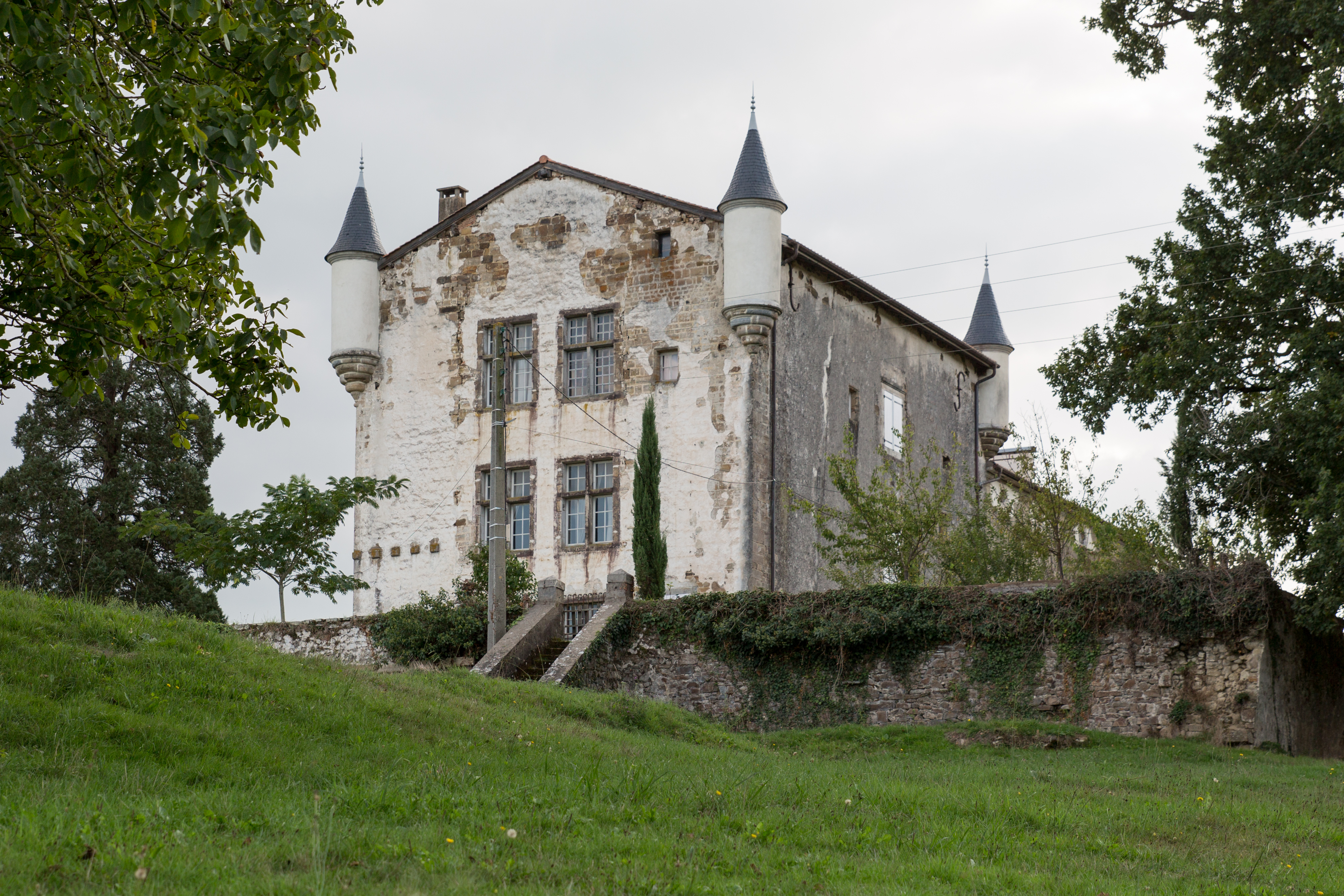
Schloss von Méharin

- Schloss von Méharin. Das Auffällige an dem Gebäude, das 1385 erstmals in den Schriften erwähnt wurde, sind die Scharwachttürme, die an allen vier Ecken aus der Fassade hervortreten. Die Familie Belzunce, die das Vicomté im 17. Jahrhundert durch eine Heirat von der Familie Armendaritz erlangte, bewohnte das Schloss bis zur Französischen Revolution, als es als Emigrantengut beschlagnahmt wurde. In dieser Zeit sind viele Franzosen wegen der Revolution ausgewandert, um sich ihr zu entziehen oder sie sogar zu bekämpfen. Zahlreiche Dekrete entzogen Adelige ihre Besitztümer und Privilegien und untersagten ihre Rückkehr nach Frankreich unter Androhung der Todesstrafe. Das Schloss von Méharin wurde 1825 zurückgekauft und im 19. Jahrhundert restauriert. Es ist heute im Privatbesitz und kann nicht besichtigt werden.[13]

## Wirtschaft und Infrastruktur

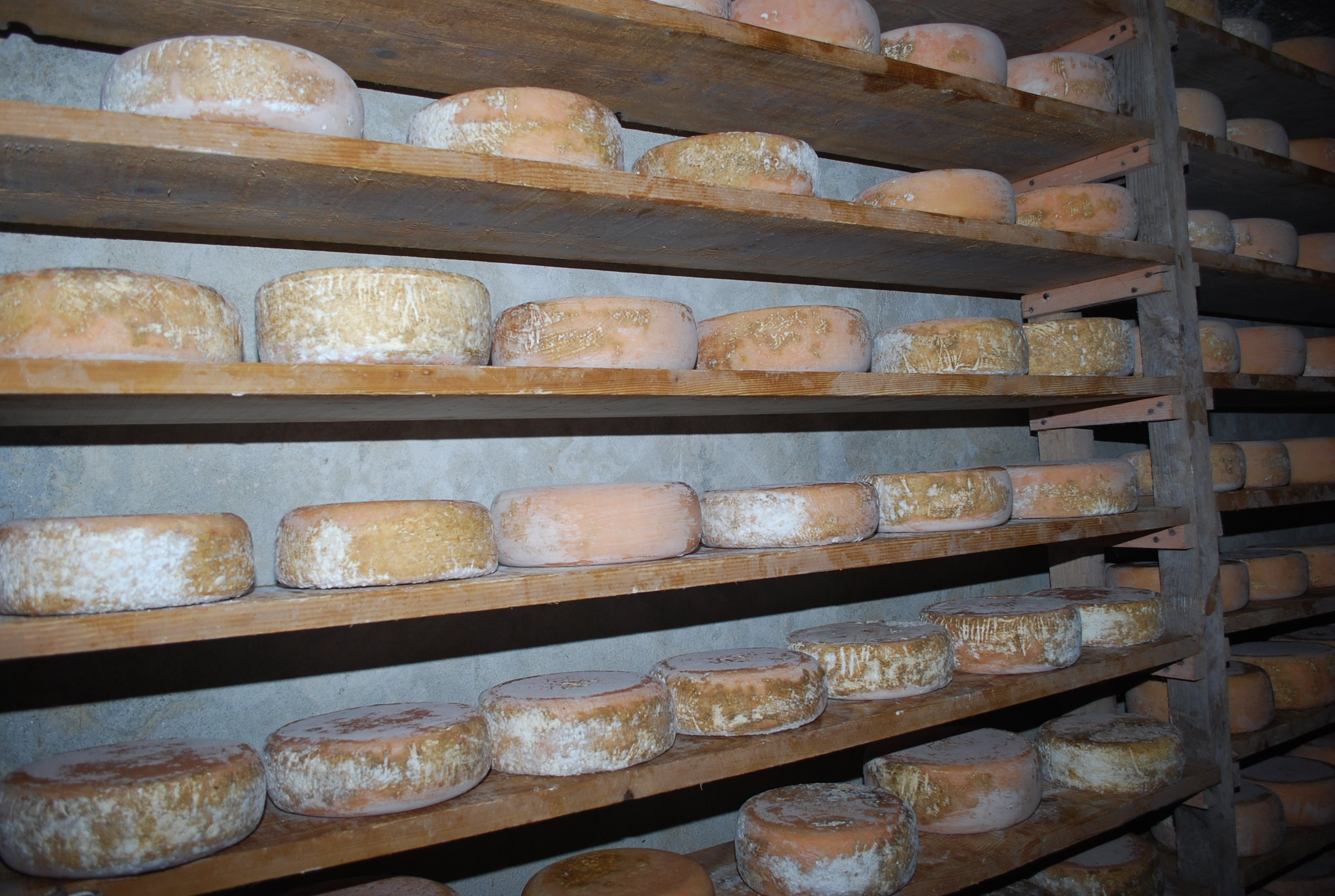
Ossau-Iraty

Die Landwirtschaft ist traditionell der wichtigste Wirtschaftsfaktor der Gemeinde. Méharin liegt in den Zonen AOC des Ossau-Iraty, eines traditionell hergestellten Schnittkäses aus Schafmilch, sowie der Schweinerasse und des Schinkens „Kintoa“.

### Bildung
Die Gemeinde verfügt über eine öffentliche Vorschule mit 19 Schülerinnen und Schülern im Schuljahr 2017/2018.

### Verkehr
Méharin wird durchquert von den Routes départementales 14 und 245.

## Persönlichkeiten
Pascal Ondarts, geboren am 1. April 1956 in Méharin, war ein Spieler der Rugby Union mit 42 Berufungen in die französische Nationalmannschaft zwischen 1986 und 1991. Außerhalb seiner sportlichen Fähigkeiten ist Pascal Ondarts auch ein exzellenter baskischer Sänger.